# Jeanne Fayolle
Pour les articles homonymes, voir Fayolle.
Jeanne Fayolle épouse Caillaud, née le 2 avril 1920 à Poitiers (Vienne) et morte le 28 septembre 1993 à Poitiers (Vienne), est une résistante française. En tant que membre de la Résistance, elle sauva de nombreux Juifs durant la Seconde Guerre mondiale, ce qui lui valut d'être honorée du titre de Juste parmi les nations en 1978.

## Biographie
Elle a 19 ans lorsque la seconde guerre mondiale débute. En 1941, elle est employée à la préfecture de la Vienne, à Poitiers, qui se trouve en zone occupée, non loin de la ligne de démarcation.
En 1942, des arrestations massives ont lieu en zone occupée. De par ses fonctions à la préfecture, Jeanne Fayolle comprend que des rafles sont prévues lorsqu'elle voit des commandes de paille, des réservations de wagons de train et surtout des listes de juifs dressées. Elle en communique alors les détails au père Jean Fleury ou bien se charge elle même, avec le professeur André Latreille, de prévenir les familles menacées,.
Jeanne Fayolle a ainsi pu sauver plusieurs familles, dont le doyen de la faculté de sciences, Eugène Grumbach et le directeur de l'hôtel-Dieu le Dr Wolfshom. Elle prévient également Élie Bloch, lui conseillant de fuir. Ne voulant pas abandonner les siens, il mourra en déportation.
Elle a également permis la fourniture de faux papiers à des jeunes qui souhaitaient échapper au STO.

## Distinctions
- Juste parmi les nations[7],[8]
- Une rue de Poitiers porte son nom[9]
- A la préfecture de la Vienne, à Poitiers, une salle porte son nom